# 8212 Naoshigetani
8212 Naoshigetani è un asteroide della fascia principale. Scoperto nel 1995, presenta un'orbita caratterizzata da un semiasse maggiore pari a 2,3854610 UA e da un'eccentricità di 0,1508371, inclinata di 2,98090° rispetto all'eclittica.